# 群馬県立がんセンター
群馬県立がんセンター（ぐんまけんりつがんセンター）は、群馬県太田市にある医療機関。群馬県病院局が運営する病院である。

## 診療科
- 消化器内科
- 消化器外科
- 乳腺科
- 頭頸科
- 呼吸器内科
- 呼吸器外科
- 泌尿器科
- 婦人科
- 血液内科
- 放射線科
- 麻酔科
- 形成外科
- 緩和ケア科
- 歯科口腔外科
- 精神腫瘍科
- 腫瘍内科
- 骨軟部腫瘍科
- 遺伝診療科

## 沿革
- 1958年 - 太田市大字高林617-1に県立東毛療養所として開設。
- 1965年 - 群馬県立東毛病院に改称。
- 1972年 - 群馬県立がんセンター東毛病院に改称
- 1998年 - 群馬県立がんセンターに改称。
- 2003年 - 臨床研修病院指定。
- 2018年 - がんゲノム医療連携病院に指定。[2]

## 認定・指定
- 「がん診療連携拠点病院」指定病院
- 日本医療機能評価機構認定病院
- 国際規格「ISO15189」認定臨床検査室
- 学会等施設認定

＊注:救急指定病院ではない。

## 交通アクセス
- 東武伊勢崎線太田駅からシティーライナーおおた（尾島線）で約30分[3]。